# Ptyssiglottis anisophylla
Ptyssiglottis anisophylla är en akantusväxtart som beskrevs av Hallier f.. Ptyssiglottis anisophylla ingår i släktet Ptyssiglottis och familjen akantusväxter. Inga underarter finns listade i Catalogue of Life.